# Marathon Oil Tower
Marathon Oil Tower je kancelářský mrakodrap v texaském městě Houston. Má 41 pater a výšku 171 metrů. Byl dokončen v roce 1983 podle projektu firmy PGAL (Pierce Goodwin Alexander & Linville).